# Korona Eryka XIV

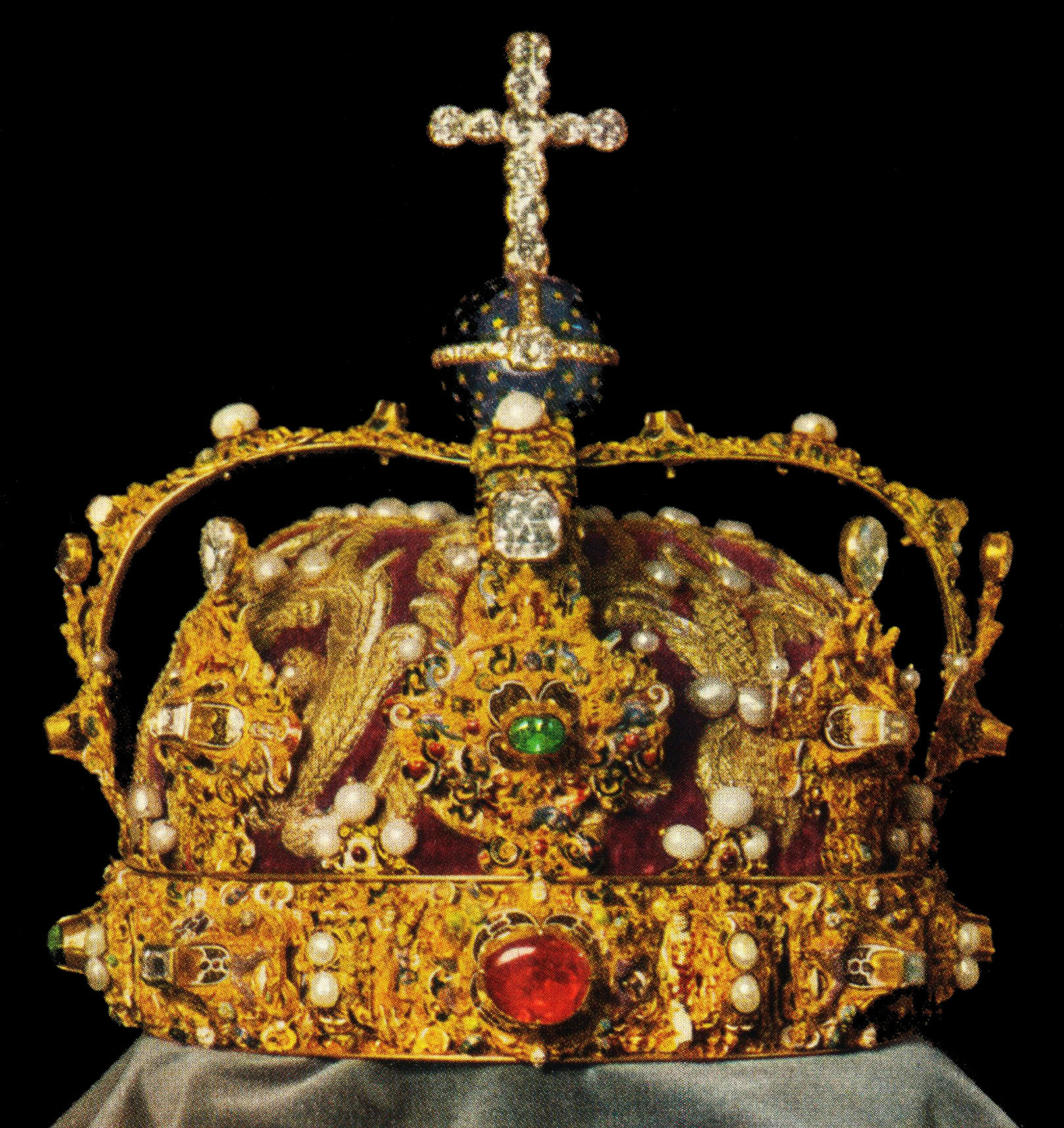
Korona Eryka XIV

Korona Eryka XIV – korona koronacyjna królów Szwecji.
Korona powstała w 1561 roku na koronację Eryka XIV Wazy. Obecnie jest przechowywana w skarbcu Pałacu Królewskiego w Sztokholmie.